# Adiponektin

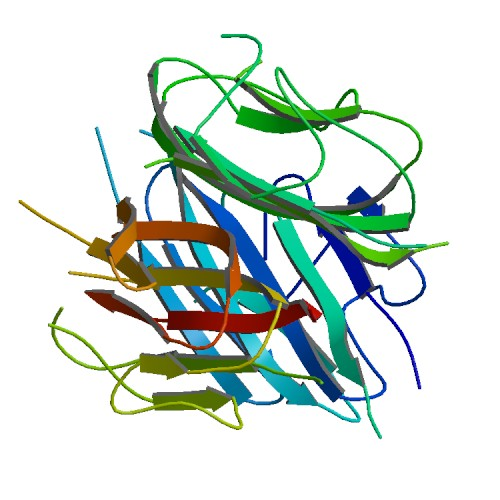
Stiliserad bild av 3d-strukturen hos adiponektin.

Adiponektin är ett av flera hormoner som utsöndras från fettväv. Det har en roll i regleringen av glukosnivåer och fettsyrakatabolism i kroppen. Det påverkar även insulinkänsligheten samt aktiviteten av frikopplande proteiner och motverkar inflammation. Låga nivåer av proteinet i blodet verkar vara en markör för ökad risk för metabolt syndrom, hypertoni och typ-2 diabetes. På många sätt verkar det motverka effekterna av leptin.
När adiponektin utsöndrats från fettvävnaden till blodet kan det utöva sin funktion genom att binda till en av sina receptorer:
- Adiponektinreceptor 1 (AdipoR1)
- Adiponektinreceptor 2 (AdipoR2)
- T-cadherin

Receptorerna finns i många olika delar av kroppen, inklusive hjärnan.
Utsöndring av adiponektin stimuleras av att dopamin binder till D1 i fettvävnad och fettceller.